# Amaicha del Valle
Amaicha del Valle ist eine argentinische Kleinstadt im Westen der Provinz Tucumán im Departamento Tafí del Valle. Sie liegt am Osthang des Tals Valle Calchaquí 20 Kilometer nördlich von Santa María del Yokavil und ist vor allem für ihr Pachamama-Fest im März, eines der größten folkloristischen Veranstaltungen Argentiniens, bekannt.
Eine Besonderheit besteht darin, dass die Stadt neben dem regulären Bürgermeister von einem Indianer-Rat regiert wird.

## Bevölkerung
Der Ortskern von Amaicha hat 1.139 Einwohner. Zählt man jedoch die sehr dicht besiedelte Umgebung mit den Ansiedlungen Amauta und Dique Los Zazos am gleichnamigen Stausee dazu, erhöht sich die Einwohnerzahl auf etwa 5.000. Ein Großteil der Einwohner sind Indianer der Diaguita-Calchaquíes-Ethnie sowie Mestizen.

## Politik
Amaicha ist die bedeutendste der sogenannten Comunidades Indígenas Argentiniens. Dies sind Ortschaften, die nach den Prinzipien der indianischen Urbevölkerung regiert werden. Die Comunidad Indígena besteht aus einer Kommission von Delegierten (delegados comunales), die die Funktion der Legislative und Exekutive ausüben. Die Judikative hängt dagegen wegen der geringen Größe des Ortes von der Provinz Tucumán ab.

## Geschichte

Museo de la Pachamama

Die Comunidad Indígena de Amaicha besteht seit 1713. Im 17. Jahrhundert waren die Calchaquí-Indianer in ihrer letzten Bastion Quilmes von den Spaniern besiegt worden. Rund 90 % der Überlebenden wurden in die heutige Stadt Quilmes nahe bei Buenos Aires deportiert und dort zu Zwangsarbeit verpflichtet. Eine Gruppe dagegen wurde in die Nähe von Lules (nahe San Miguel de Tucumán) gebracht, um dort auf einem Landgut zu arbeiten. Dieser Gruppe gelang es in Verhandlungen mit den Spaniern, ihr Land rund um die Festung Quilmes wieder zu erhalten.
In der Folgezeit kam es immer wieder zu Konflikten mit spanischen Grundbesitzern, die sich bereits vor der Landübergabe besonders in der Nähe von Quilmes Land angeeignet hatten. Erst in den letzten zwei Jahrzehnten des 20. Jahrhunderts wurde auch dieses Land stückweise enteignet und die Comunidad Indígena Quilmes auf dem Territorium gegründet, die bis heute neben der Gemeinschaft von Amaicha parallel besteht.
Zwischen 2001 und 2003 gab es einen Konflikt zwischen Bürgermeister Miguel Pastrana und einem großen Teil der Comunidad Indígena, die ihm vorwarfen, statt der Indianerangelegenheiten politische Ziele zu verfolgen, mit dem Partido Justicialista zusammenzuarbeiten und insbesondere das Pachamama-Fest zu einem kommerziellen touristischen Spektakel verzerrt zu haben. Dies führte dazu, dass parallel zur „offiziellen“ Indianergemeinschaft ein Ältestenrat gegründet wurde, der einen alternativen Bürgermeister wählte. Pastrana ließ sich davon unbeeindruckt von seinen Anhängern bestätigen und die Aufständischen von der Polizei festnehmen; sie wurden gezwungen, ihre Ansprüche zurückzunehmen.
Dem Nachfolger von Pastrana, Roberto Prado, gelang es ab 2004, die Konfliktparteien wieder aneinander anzunähern. Seitdem wird auch beim Pachamama-Fest trotz der hohen Besucherzahlen wieder mehr Wert auf die Tradition gelegt. 

## Besonderheiten
Die größte Besonderheit von Amaicha del Valle ist die Struktur des Grundbesitzes. Fast das gesamte Land der Gemeinde (comuna) gehört der Comunidad Indígena und wird grundsätzlich nicht verkauft – weder an Privatpersonen noch an Unternehmen –, sondern nur verpachtet, es werden also Bleiberechte ausgesprochen, die je nach Laufzeit bestimmte Kosten verursachen. Bleiberechte auf Lebenszeit werden nur an Argentinier oder dauerhaft in Argentinien ansässige Ausländer vergeben, um eine Bodenspekulation durch ausländische Grundbesitzer zu verhindern. Dies ist insofern von Bedeutung, als Amaicha sich seit den 1990er Jahren und besonders nach der Argentinien-Krise (2001/02) zu einem Zentrum des Tourismus in der Region entwickelte, dessen Hauptattraktion das Pachamama-Fest Ende Februar ist. Auch hat die Region ein großes Potential für den Weinbau und ist wegen ihrer Rohstoffvorkommen auch für Bergbaukonzerne interessant.

## Kultur und Sehenswürdigkeiten

Museo de la Pachamama

Das Pachamama-Fest im März ist das größte Fest dieser Gottheit in Argentinien. Es wird auf zwei verschiedene Arten gefeiert: Einmal gibt es in einem Festival-Gelände Konzerte von Folkloregruppen, zum anderen finden parallel dazu zahlreiche traditionellere Veranstaltungen wie Prozessionen und Festtänze sowie der fast nur bei Einheimischen beliebte Pachamama-Ball in Los Zazos, bei dem sich die Anwesenden nach nordwestargentinischer Tradition mit Mehl und Eiern bewerfen, statt.
Das Museo de la Pachamama ist eines der größten Museen für indianische Kultur in Argentinien. Ausgestellt werden neben traditionellen Kunstwerken und Werkzeugen auch die Lebensweise der präkolumbischen Völker sowie die geologischen Gegebenheiten in der Region. Der Bau ist in einer Neufassung der traditionellen indianischen Steinarchitektur gehalten.
Im Zentrum von Amaicha gibt es einige Häuser im Kolonialstil, jedoch keine größeren Gebäude. Nahe Amaicha liegt auch die bekannteste archäologische Fundstätte Argentiniens, die Befestigungsanlage Quilmes.

## Wirtschaft
Amaicha del Valle lebt vor allem vom Weinbau und vom Tourismus, der sich vor allem auf die Sommermonate sowie auf das Fest der Pachamama am Ende der Saison konzentriert. Weiterhin gibt es zahlreiche landwirtschaftliche Kleinbetriebe.